# МПД-2
МПД-2 (Моторна Платформа Дизельна) — самохідна моторна платформа, що застосовується при будівництві, реконструкції і ремонті залізничної колії колії 1435 мм і 1520 мм. Машина призначена для виконання різних маневрових робіт при укладанні нового і розбиранні старого залізничного полотна. МПД-2 служить тягової одиницею колієукладального поїзда масою до 720 тонн, і перетягує пакети рейкових ланок із залізобетонними або дерев'яними шпалами та рейками Р43 — Р75 по обладнаним роликовими транспортерами платформам до укладального крану.

## Оснащення
Машина оснащена механізованою системою розтяжки тягового троса по складу. Дві дизель-електростанції потужністю 120 кВт кожна забезпечують надійну роботу механізмів МПД-2. Управління рухом та виконанням робочих операцій здійснюється з комфортабельної кабіни машиніста, яка з транспортного положення в робоче і назад перекладається за допомогою гідроприводу.
Діапазон температури навколишнього середовища при експлуатації машини від −45 ° до +40 ° С.

## Технічні характеристики
- Тип двигуна — У1Д6, ЯМЗ-238
- Вантажопідйомність платформи, т, при швидкості 5 км/год — 60
- Швидкість конструкційна максимальна, км/год — 30
- Маса, т, не більше — 47

Габаритні розміри, мм:
- база — 11500
- довжина по осях автозчепів — 16320
- ширина — 3250
- висота — 4440